# Glienitz
Glienitz ist ein Ortsteil der Gemeinde Neu Darchau im Landkreis Lüchow-Dannenberg in Niedersachsen.
Das Dorf liegt südöstlich des Kernbereichs von Neu Darchau und direkt am Westufer der Elbe. 
Nordwestlich von Glienitz erhebt sich der 109 Meter hohe Weißer Berg ("Witt Barg").

## Geschichte
Am 1. Juli 1972 wurde Glienitz in die Gemeinde Neu Darchau eingegliedert.